# Клубна вулиця (Київ)
Клу́бна вулиця — зникла вулиця Києва, існувала в Жовтневому, нині Солом'янському районі Києва, місцевість Караваєві дачі. Пролягала від вулиці Землячки до вулиці Академіка Тутковського.
Виникла наприкінці 1930-х років під такою ж назвою. Ліквідована разом із навколишньою малоповерховою забудовою наприкінці 1970-х — на початку 1980-х років.